# Ерофеев, Евгений Семёнович (Герой Советского Союза)
Евгений Семёнович Ерофеев (18 августа 1924, Тверь — 28 сентября 1968, Москва) — Гвардии лейтенант Советской армии, участник Великой Отечественной войны. Герой Советского Союза (1943).

## Биография
Родился 18 августа 1924 года в Твери. В том же году вместе с семьёй переехал в Москву, где окончил неполную среднюю школу и один курс Московского механического техникума.
В 1942 году Ерофеев был призван на службу в Рабоче-крестьянскую Красную армию. В 1943 году окончил Краснохолмское военное пехотное училище. С мая того же года — на фронтах Великой Отечественной войны. Принимал участие в боях на Воронежском, Степном и 2-м Украинском фронтах. Участвовал в Курской битве. К сентябрю 1943 года гвардии младший лейтенант Евгений Ерофеев командовал взводом 225-го гвардейского стрелкового полка 78-й гвардейской стрелковой дивизии 7-й гвардейской армии Степного фронта. Отличился во время битвы за Днепр.
В ночь с 24 на 25 сентября 1943 года Ерофеев со своим взводом переправился через Днепр в районе села Домоткань Верхнеднепровского района Днепропетровской области Украинской ССР и захватил плацдарм на его правом берегу. Противник предпринял против него девять контратак, но все они были отражены. Ерофеев был тяжело ранен, но продолжал вести огонь, пока не подошло подкрепление.
Указом Президиума Верховного Совета СССР от 26 октября 1943 года за «мужество и героизм, проявленные при форсировании Днепра и удержании плацдарма на его правом берегу» гвардии младший лейтенант Евгений Ерофеев был удостоен высокого звания Героя Советского Союза с вручением ордена Ленина и медали «Золотая Звезда» за номером 2634.
В 1945 году окончил курсы усовершенствования офицерского состава. В 1947 году в звании лейтенанта уволен в запас. Проживал и работал в Москве.
Умер 28 сентября 1968 года в Москве, похоронен на Кузьминском кладбище.
Был также награждён орденом Красной Звезды.
В честь Ерофеева названа улица в Твери.